# Stanka Hrastelj
Stanka Hrastelj [stánka hrastélj], slovenska pesnica, pisateljica in oblikovalka keramike, * 29. marec 1975, Brežice.
Doslej je objavila tri pesniški zbirke in dva romana. Za literarno delo je prejela več nagrad, med drugimi modro ptico za najboljši roman (2012), ki jo Mladinska knjiga podeljuje za še neobjavljena literarna dela, naziv vitezinja poezije (2007), nagrado za najboljši literarni prvenec (2005) in naziv najboljša mlada pesnica Slovenije (2001). V Krškem je ustanovila kulturno društvo Liber. Prevaja srbsko in hrvaško poezijo. Je članica Društva slovenskih pisateljev. Od leta 2009 ima status samozaposlene v kulturi. Svojemu stricu Vinku Hrastelju je posvetila roman Igranje, saj noče, da bi šel v pozabo.
Je avtorica spremnih besed, urednica, organizatorka kulturnih prireditev, moderatorka, mentorica kreativnega pisanja.

## Šola in študij
Obiskovala je gimnazijo v Brežicah in se vpisala na Teološko fakulteto v Ljubljani.

## Nagrade in priznanja
- najboljša mlada pesnica Festivala Urška (2001)
- vitezinja poezije za pesem Ponos (Pesniški turnir 2007 Založbe Pivec v okviru Slovenskih dnevov knjige)[8]
- nagrada za najboljši literarni prvenec za pesniško zbirko Nizki toni (Strokovno združenje založnikov in knjigotržcev Slovenije pri GZS,[9] Slovenski knjižni sejem 2005)[10]
- modra ptica za najboljši rokopis romana za roman Igranje (2012)[11]
- roman Igranje je bil v ožjem izboru za nagrado kresnik (2013)
- zbirka Gospod, nekaj imamo za vas je bila v ožjem izboru za Jenkovo nagrado[5]

### Poezija
- Nizki toni (Založba Goga, 2005) COBISS
- Gospod, nekaj imamo za vas (Študentska založba, 2009) COBISS
- Anatomie im Zimmer (v nemščini, avstrijska založba Edition Korrespondenzen, 2013) COBISSpesmi so bile prevedene v okviru programa Traduki[12]
- Poèmes (trojezično, francoska založba La Traductiere, Pariz 2017)

### Romani
- Igranje (Mladinska knjiga, 2012) COBISS
- Prva dama (Mladinska knjiga, 2018) COBISS